# Biserica Între Români din Turda
Biserica Între Români, numită și Biserica Dintre Români, este o biserică ortodoxă din Turda. Lăcașul are hramul "Adormirea Maicii Domnului".

## Istoric
Pe la mijlocul secolului XIX-lea, românii și-au construit o biserică din lemn si piatră în deal, sub vii, în apropiere de cimitirul central. În această biserică au fost aleși ca episcopi ortodocși Vasile Moga (primul episcop român) și Andrei Șaguna în anul 1810 la 19 septembrie, respectiv 1847 în 2 decembrie.
În anul 1861 vechea Biserică Între Români a fost trăznită și a ars din temelii. După marele incendiu cauzat de trăsnet, în mod provizoriu a fost ridicată o biserică din lemn, adusă din Sălciua. Între anii 1861-1865 mitropolitul ortodox Andrei Șaguna instituie o colectă publică, cu ajutorul căreia s-a construit o nouă biserică din cărămizi și piatră în cartierul Între Români, pe terenul de lângă râpa Arieșului. Biserica a fost ridicată de către meșterul Patița din Câmpeni. Noua biserică (plasată pe str. Sirenei nr. 17, colț cu str. N. Vlăduțiu) a fost reconstruită în formă de navă, între anii 1861-1865. După numai câțiva ani turnul s-a dărâmat, fiind ridicat altul doar în anul 1942 când s-a făcut și o reparație generală. În 1919 pictura interioară a fost restaurată cu ocazia vizitei la Turda a Regelui Ferdinand și a Reginei Maria, care au vizitat și această biserică. Iconostasul din lemn a fost sculptat de elevii Școlii de Arte și Meserii din Turda sub conducerea meșterului Chiș Alexandru. A fost sfințită în anul 1948 de episcopul Nicolae Colan.

## Galerie de imagini

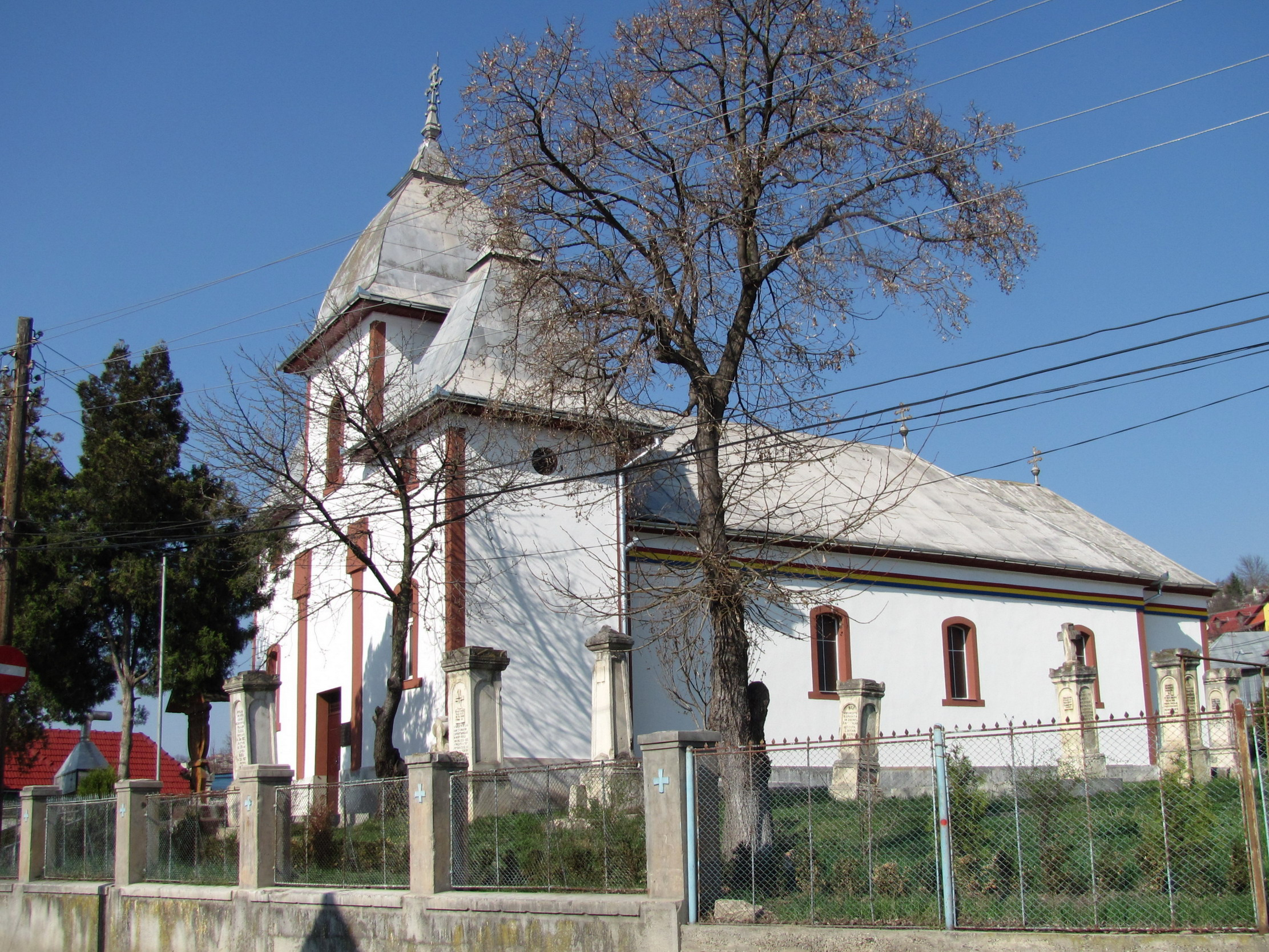
Biserica Între Români
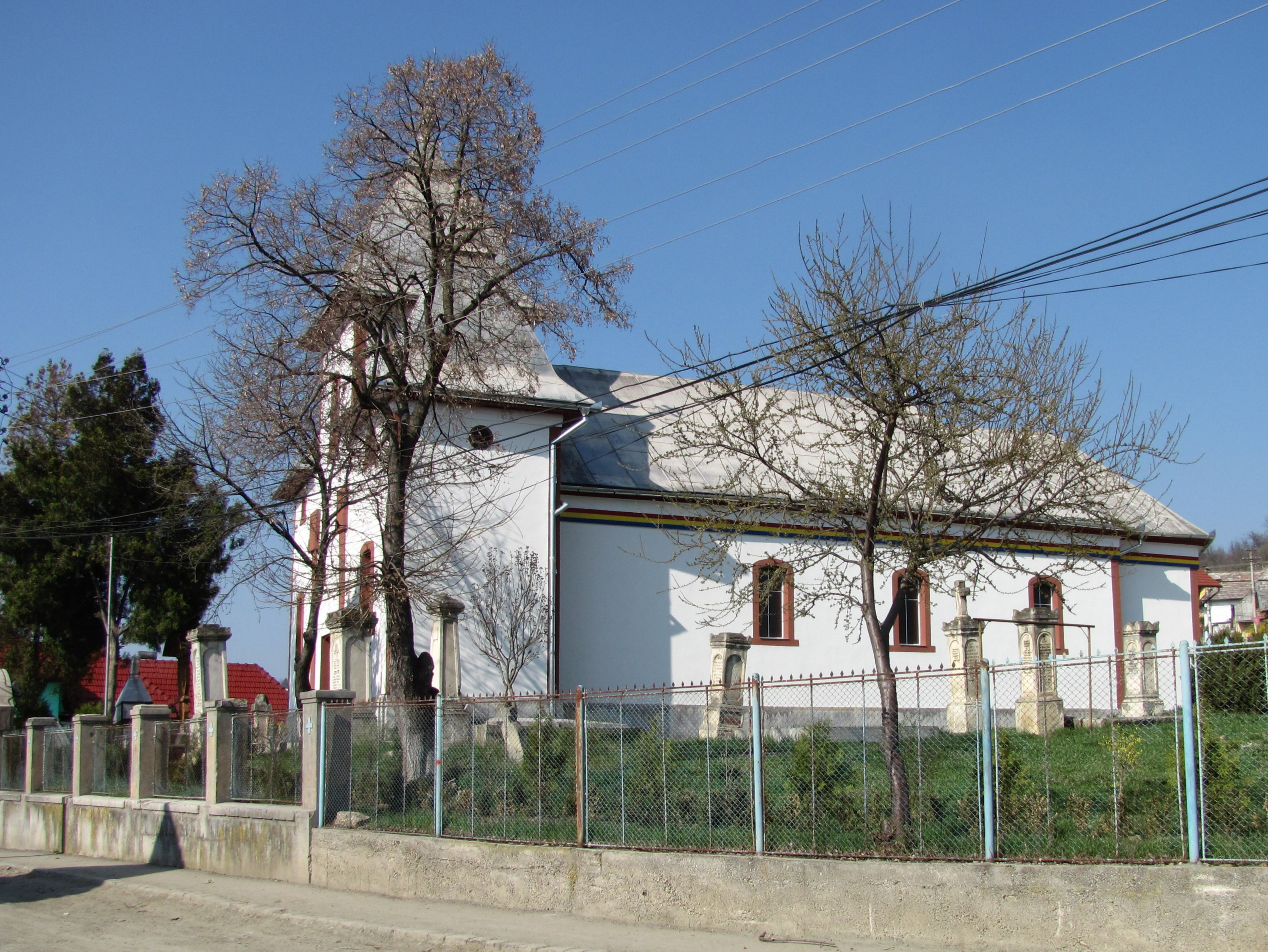
Biserica Între Români
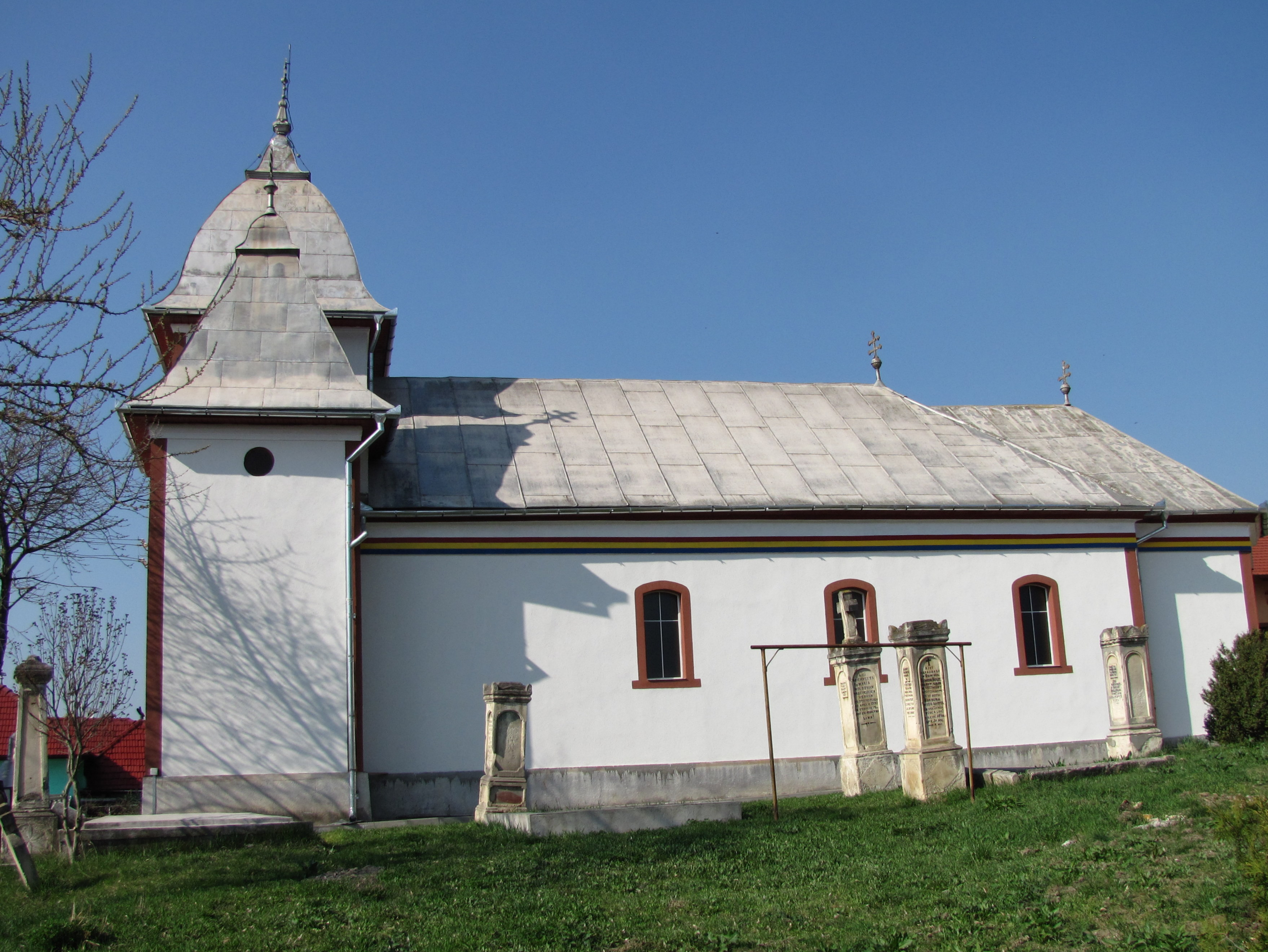
Biserica Între Români
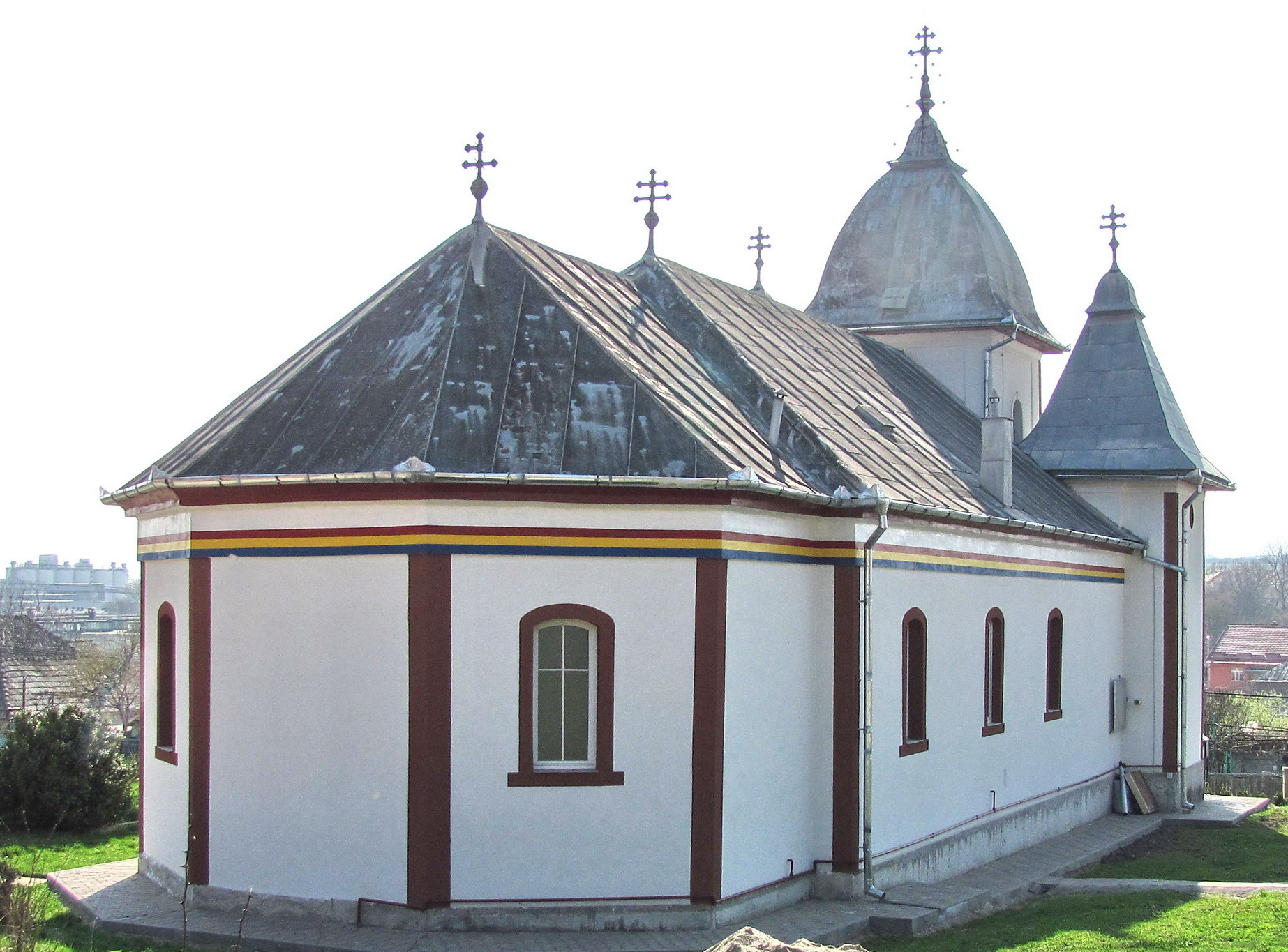
Biserica Între Români
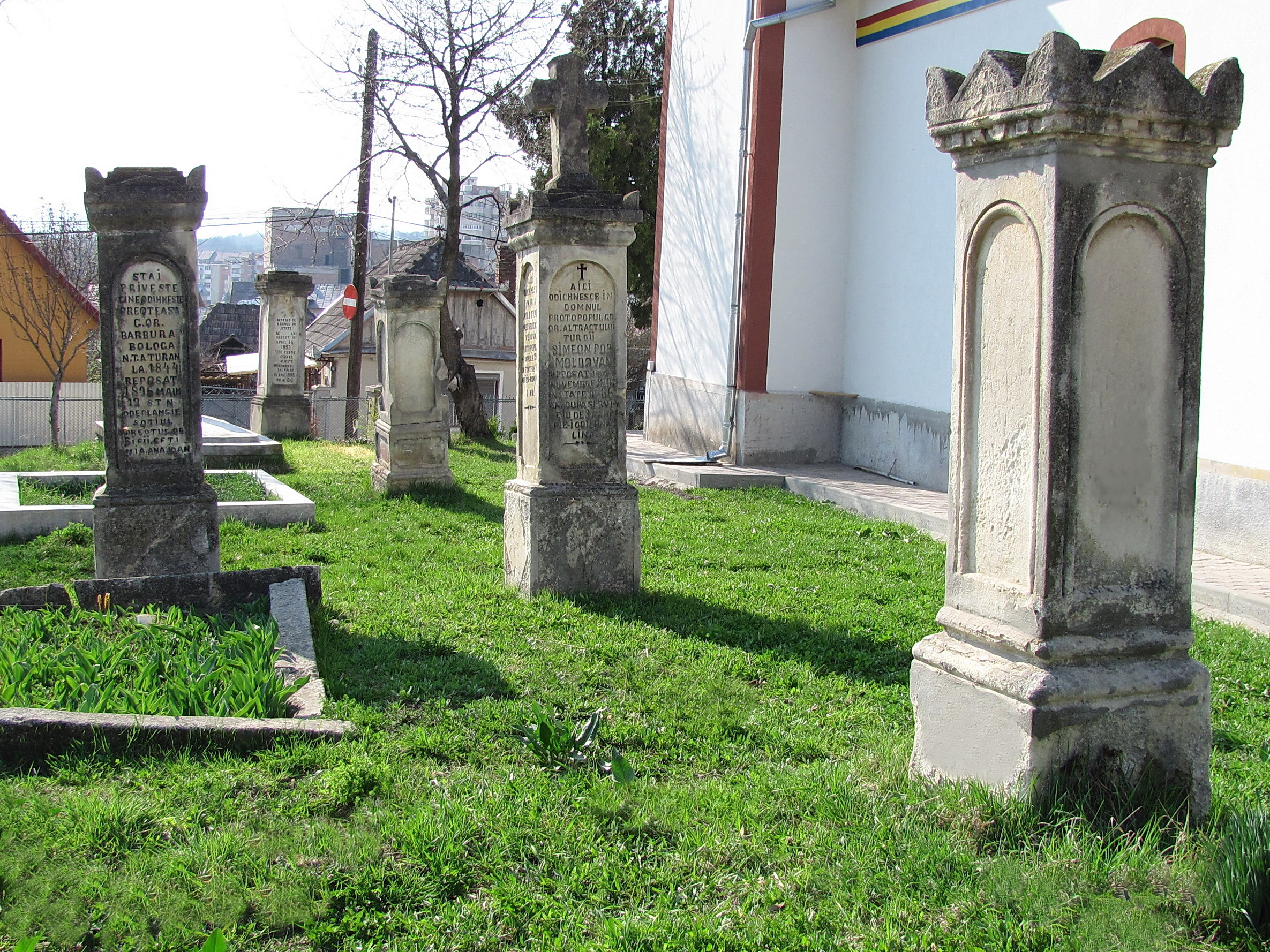
Pietre funerare în curtea bisericii
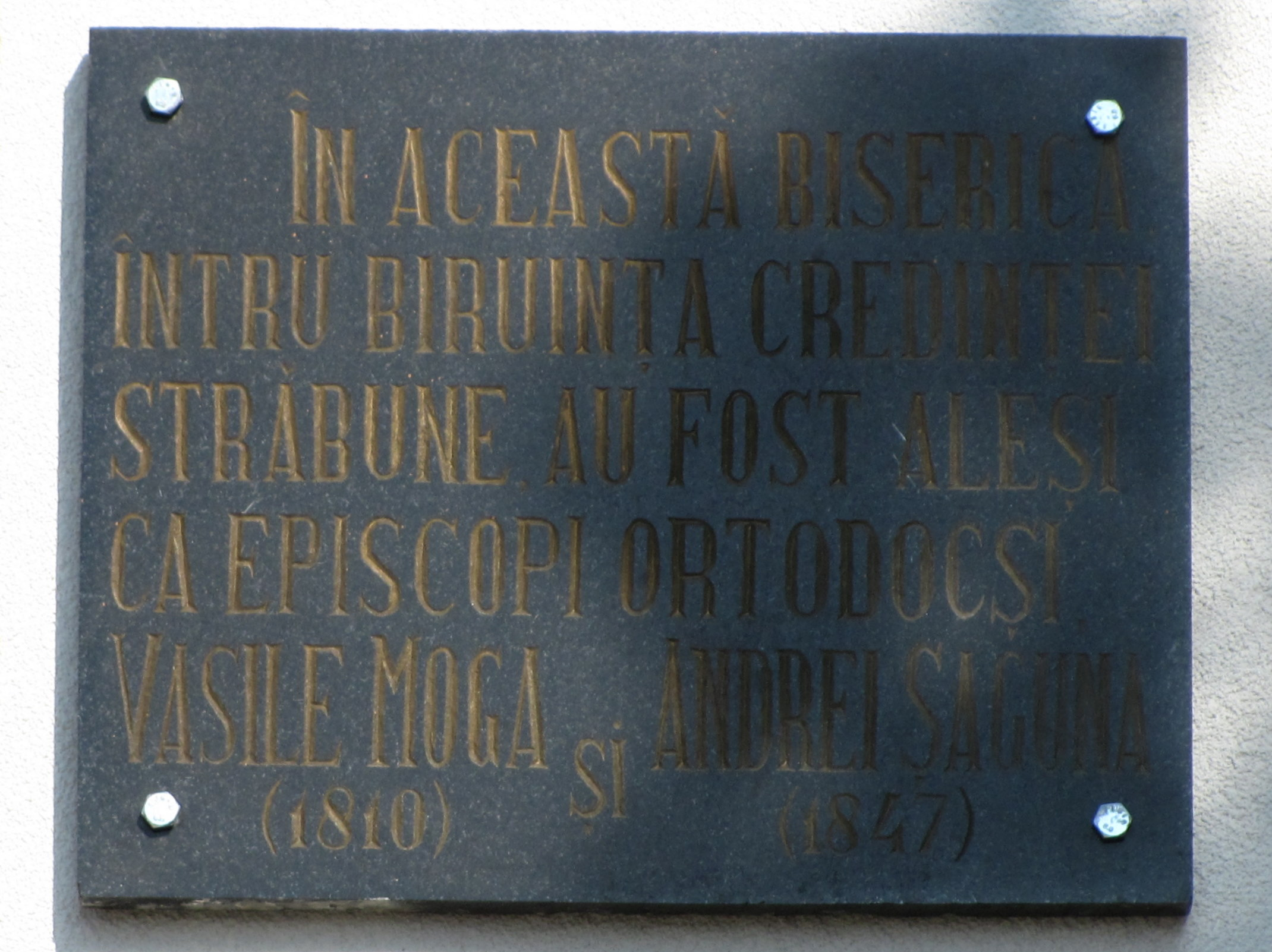
Biserica Între Români